# Енн Арчер
Енн Арчер (англ. Anne Archer; нар. 24 серпня 1947, Лос-Анджелес, Каліфорнія, США) — американська акторка, продюсерка та сценаристка. Номінантка (1987) премії «Оскар» за роль Бет Галаґер у кінострічці «Фатальний потяг».

## Життєпис
Енн Арчер народилася 24 серпня 1947 року в Лос-Анджелесі, Каліфорнія, США. З дитинства мріяла стати акторкою і робила все, щоб домогтися поставленої мети. Вивчала драматичне мистецтво у Клермонт-коледжі. Її мати Марджорі Лорд та батько Джон Арчер були відомими голлівудськими акторами, тому дівчинка з юних років знала зворотний бік творчого життя.
У 1968 році одружилася з Вільямом Девісом, у 1977 році вони вирішили розлучитися. У 1979 році одружилася з Террі Джастроу. Має двох синів від різних шлюбів. У 1991 році публічно зізналася, що зробила аборт.
Енн Арчер належить до церкви саєнтології з 1975 року. Її чоловік Террі Джастроу також є прихильником цього альтернативного релігійного вчення.

## Кар'єра
Після закінчення навчання у коледжі Енн Арчер вирішила почати акторську кар'єру. Вона дебютувала 1970 року на телебаченні у серіалі «Чоловіки в законі». Картина принесла їй невеликий успіх. У 1980-х вона постійно брала участь у бродвейських постановках.
У 1978 році знялася партнеркою Чака Норріса у бойовику «Хороші хлопці носять чорне».
У 1987 році їй запропонували велику роль у трилері «Фатальний потяг», де вона працювала з голлівудською знаменитістю Майклом Дугласом. Дана робота принесла Арчер номінацію на «Оскар» в категорії «За найкращу жіночу роль другого плану». 
У 1992 і 1994 роках виконала яскраві ролі у фільмах «Ігри патріотів» та «Пряма та очевидна загроза», створивши унікальні образи, які надовго запам'яталися її шанувальникам.
Одними з останніх робіт Арчер стали ролі у фільмах: «Колискова», «Привиди колишніх подружок», «Злочинець», «Кінець гри», «Чоловік у будинку».
Арчер й надалі продовжує грати в театрі, зніматися у телесеріалах і фільмах.

## Фільмографія

### Акторка
- 1987 Фатальний потяг (Fatal Attraction) — Бет Роджерсон Галагер
- 2000 Пригоди слона (Whispers: An Elephant's Tale) — Ніжна (озвучення)

### Сценаристка
- 1982 — «Вальс через Техас» (Waltz Across Texas)

### Продюсерка
- 1994 — «Бо мама працює» (Because mommy works) (ТБ, співпродюсер)